# 芹沢直美 (AV女優)
芹沢 直美（せりざわ なおみ、1981年11月1日 -）は、日本のAV女優、ストリッパー。旧芸名、東 千聖（あずま ちさと）。
北海道出身。身長160cm、スリーサイズ はB88cm・W58cm・H88cm。
ストリッパーとしてのデビュー当時は、生年月日は1982年3月19日とされていた。

## 略歴・人物
2002年5月1日、新宿TSミュージックで東 千聖（あずま ちさと）の芸名でデビュー。わずか3ヵ月後の8月1日、芸名を芹沢 直美（せりざわ なおみ）に改名。
2004年2月にはAV女優としてデビュー。雑誌グラビアも飾るようになる。
2005年2月に引退を表明。しかし同年12月1日、TSミュージックにて復帰、再び舞台を踏むこととなる。
2006年にはAV女優としても復活したが、2008年4月にあわらミュージックを途中降板し、以後休業している。
趣味はフィットネス、特技は料理。

## 主な出演作品

### アダルトビデオ
- お姉さんのエッチな体温（2004年2月21日、h.m.p）- デビュー作
- 罪なフェロモン（2004年3月21日、h.m.p）
- お姉さまの痴的フェロモン 誘う卑猥な腰つき（2004年3月31日、h.m.p）
- 挑発フェロモン 誘う卑猥な腰つき（2004年4月10日、h.m.p）
- elite sex 高級キャリア・レディの性欲処理（2004年4月26日、h.m.p）
- Stage（2004年6月10日、ビデオバンク）
- 魅惑のくびれ 未亡人 誘惑セクシーボディー（2004年6月18日、h.m.p）
- 僕の担任は淫乱女教師 生徒の前で濡れて…（2004年7月21日、h.m.p）
- 僕の痴女医（2004年9月3日、ビデオメーカー）
- Full Volume!（2004年9月21日、ビデオバンク）
- 強淫絶頂・3（2004年10月21日、プレステージ）
- 強淫絶頂・4（2004年11月19日、プレステージ）
- 痴女覚醒（2004年12月17日、ビデオメーカー）
- 超・騎乗Bomb! 4時間（2005年3月21日、h.m.p）- 他出演：古都ひかる、一色あずさ、滝沢優奈、水元ゆうな、みずき紗英、ほか ※総集編
- ラストラスSEXY GIRLS 芹沢直美 BEST①（2005年12月15日、ビデオメーカー）
- h.m.pヒットアイドルサーチ お姉さまでエロい女優（2006年6月10日、h.m.p）- 他出演：美月れいな、水嶋友穂、美神ルナ、一色あずさ、瀬戸由衣 ほか ※総集編
- 感じるレイプ?! 中出し20連発 女教師・芹沢直美 もがき 喘ぎ 墜ちていく…レイプで感じるドスケベ 女教師（2006年7月6日、アイエナジー）
- 淫女、乱交、ハードコア。（2006年9月7日、プレミアム）- 共演：星野あかり
- h.m.p ヒットアイドルサーチ クールビューティなAV女優（2006年9月21日、ビデオバンク）- 他出演：叶樹梨、涼果りん、瞳リョウ、望月ねね、深芳野　ほか ※総集編
- PREMIUM STYLISH SOAP ～プレミアムソープへようこそ!～（2006年12月7日、プレミアム）
- プレミアデジタルモザイク Vol.017（2007年1月7日、プレミアム）
- 誘惑SEXYモデルズ（2005年1月25日、芳友舎）- 他出演：滝沢優奈、瀬戸由衣、涼果りん、水元ゆうな、青山可奈　ほか ※総集編
- GLAMOROUS LIP 舐めまくり口淫唾液痴女14（2007年3月1日、アイデアポケット）
- 誘惑女教師 芹沢直美（2007年5月7日、プレミアム）
- kira☆kira SPECIAL GANGBANG★3MIX（2007年7月25日 kira☆kira）- 共演：小澤マリア、松嶋れいな
- 夫の目の前で犯されて- 仕組まれた絆（2007年9月7日 アタッカーズ）

| スタブアイコン | サブスタブ | この項目は、まだ閲覧者の調べものの参照としては役立たない、性風俗関係者に関連した書きかけの項目です。この項目を加筆・訂正などしてくださる協力者を求めています（P:性/PJ:性）。 |